# Ignatius Press
La Ignatius Press è una casa editrice statunitense, con sede a San Francisco, fondata nel 1978 dal padre gesuita Joseph Fessio, e intitolata a Ignazio di Loyola. L'azienda, improntata a una visione cattolica di stampo ortodosso, distribuisce su larga scala prodotti editoriali, audiovisivi e musicali. Grazie al successo della casa editrice – che, oltre ai classici del Cattolicesimo, pubblica nel nord America le opere di Joseph Ratzinger, ex relatore di laurea di Joseph Fessio – il suo fondatore è divenuto una figura riconosciuta fra i cattolici conservatori degli Stati Uniti.